# ローリング内沢
ローリング 内沢（ろーりんぐ うちざわ、1970年2月17日 - ）は、フリーランスのライター・編集者。元『週刊ファミ通』編集者。

## 人物
1970年、東京都出身。1989年、ゲーム誌『ファミコン通信』の求人募集記事を見て応募し、株式会社アスキーに入社。
入社面接時、ゲームの腕前テストとして、得意のファミコン版『グラディウスII』をプレイするもステージ２で全滅。しかし、「面接時の受け答えがハキハキしていたから」という理由で、他の応募者を押しのけ、見事合格。
ペンネームの由来は、ローリング族から。当時、髪を金髪に染め、バイクに乗っていたため、先輩編集者にローリング族と勘違いされ命名される。
ゲーム以外に、音楽(おもにダンスミュージック)、グラフィックデザインなどにも精通し、ゲームをカルチャーとして語るのを得意とする。
ライター・編集者だけではなく、ゲームの幅広い知識を活かし、企画ディレクションやプロデュース、ゲーム番組やゲームイベント等の構成・脚本執筆・ブレーン、およびＭＣ、司会進行なども務める。
1992年より現在まで、『週刊ファミ通』において、新作ゲームクロスレビューの現役レビュアーとして活躍し、批評したゲーム本数はをおよそ5000本を超える（全レビュアーのなかで最多）。

## 経歴
1989年、アスキー（ファミコン通信編集部）に入社。
1992年、新作ゲームクロスレビューの最年少レビュアーとして登場。同年、スチャダラパーのコラム、"スチャダラパーのバグってSDP"の編集担当を務める。
1996年、契約社員を経て、アスキー社員に。ゲーム番組『ゲームカタログII』(テレビ朝日)で、編集者として初テレビ出演。
1998年、『ファミ通WaveDVD』創刊メンバーとして携わる。
2000年、アスキーを退社しフリーランスに。同年、デザイナーの草野剛、広岡毅とともに、共同事務所LEVEL1(れべるいち)を発足。
2004年、『ファミ通WAVE』の映像コンテンツ、"ボーズの○○タイム"のMCを務める。
2009年、Xbox 360のオンラインコンテンツ『Inside xbox』(日本マイクロソフト)のメインMCに抜擢。
2014年、ゲームミュージックのドキュメンタリー映像シリーズ「Diggin' in the Carts:(ディギン・イン・ザ・カーツ) 」(Red Bull)のブレーンおよび出演を務める。
2015年、デジタルゲームの企画展、"あそぶ！ゲーム展 ステージ1：デジタルゲームの夜明け"(主催：埼玉県)の制作協力を務める（2016年の「ステージ２」、2018年の「ステージ３」も同様）。
2016年、セガ・インタラクティブ公式サイトで、コラム"ローリング内沢のセガ先輩のはなし"を連載開始。
2019年、日本のゲームカルチャーをテーマにしたサイト「GAME CHRONICLE | IS JAPAN COOL?」(ANA)の制作協力を務める。
2023年、国内盤CD・レコード『ザ・スーパーマリオブラザーズ・ムービー サウンドトラック』のライナーノーツの解説文を担当。